# بارني بيسلي
بارني بيسلي (بالإنجليزية: Barney Beasley)‏ هو ممثل أمريكي، ولد في 20 يونيو 1895 في مقاطعة هاسكيل في الولايات المتحدة، وتوفي في 1 يونيو 1951 في لوس أنجلوس في الولايات المتحدة.

## وصلات خارجية
- بارني بيسلي على موقع IMDb (الإنجليزية)
- بارني بيسلي على موقع أول موفي (الإنجليزية)
- بارني بيسلي على موقع قاعدة بيانات الفيلم (الإنجليزية)
- بارني بيسلي على موقع كينوبويسك (الروسية)